# Radical 158
El radical 158, representado por el carácter Han 身, es uno de los 214 radicales del diccionario de Kangxi. En mandarín estándar es llamado 身部, (shēn bù, ‘radical «cuerpo»’); en japonés es llamado 身部, しんぶ (shinbu), y en coreano 신 (sin).
El radical 158 aparece siempre en el lado izquierdo de los caracteres que clasifica, (por ejemplo, en 躬). 

## Nombres populares
- Mandarín estándar: 身字旁, shēn zì páng, ‘carácter «cuerpo» en un lado’.
- Coreano: 몸신부, mom sin bu, ‘radical sin-cuerpo’.
- Japonés:　身（み）, mi, ‘cuerpo’; 身偏（みへん）, mihen, ‘«cuerpo» en el lado izquierdo del carácter’.[1]
- En occidente: radical «cuerpo».

## Galería
| Estilos antiguos                                 | Estilos antiguos                  | Estilos antiguos                        | Estilos antiguos                   | Estilos antiguos                   | Estilos empleados actualmente       | Estilos empleados actualmente  | Estilos empleados actualmente    | Estilos empleados actualmente   | Estilos empleados actualmente  |
|                                                  |                                   |                                         |                                    |                                    |                                     | 身                             | 身                               |                                 |                                |
| 甲骨文 jiǎgǔwén (escritura de huesos oraculares) | 金文 jīnwén (escritura de bronce) | 简帛 jiǎnbó (escritura de bambú y seda) | 篆文 zhuànwén (escritura de sello) | 篆文 zhuànwén (escritura de sello) | 隸書 lìshū (estilo de los escribas) | 楷書 kǎishū (estilo regular)   | 楷書 kǎishū (estilo regular)     | 行書 xǐngshū (estilo corriente) | 草書 cǎoshū (estilo de hierba) |
| 甲骨文 jiǎgǔwén (escritura de huesos oraculares) | 金文 jīnwén (escritura de bronce) | 简帛 jiǎnbó (escritura de bambú y seda) | 大篆 dàzhuàn (sello grande)        | 小篆 xiǎozhuàn (sello pequeño)     | 隸書 lìshū (estilo de los escribas) | 繁體／繁体 fántǐ (tradicional) | 简体／簡體 jiǎntǐ (simplificado) | 行書 xǐngshū (estilo corriente) | 草書 cǎoshū (estilo de hierba) |

## Caracteres con el radical 158
| trazos | carácter             |
| ------ | -------------------- |
| + 0    | 身                   |
| + 3    | 躬                   |
| + 4    | 躭 躮 躯             |
| + 5    | 躰                   |
| + 6    | 躱 躲                |
| + 7    | 躳 躴 躵             |
| + 8    | 躶 躷 躸 躹 躺 躻 躼 |
| + 9    | 躽 躾                |
| + 10   | 躿                   |
| + 11   | 軀 軁                |
| + 12   | 軂 軃 軄             |
| + 13   | 軅 軆                |
| + 14   | 軇                   |
| + 17   | 軈                   |
| + 20   | 軉                   |